# Cucamonga
Cucamonga je kompilační album, nahrané Frankem Zappou a Paulem Buffem v Pal Recording Studio, v letech 1963-1964.

## Seznam skladeb

### 1998
1. Dear Jeepers - Bob Guy
2. World's Greatest Sinner - Baby Ray & The Ferns
3. How's Your Bird - Baby Ray & The Ferns
4. Every Time I See You - The Heartbreakers
5. Cradle Rock - The Heartbreakers
6. Slow Bird - Paul Buff
7. Blind Man's Buff - Paul Buff
8. Mr. Clean - Mr. Clean
9. Jesse Lee - Mr. Clean
10. Cathy My Angel - The Pauls
11. 'Til September - The Pauls
12. Heavies - The Rotations
13. The Cruncher - The Rotations
14. Letter From Jeepers - Bob Guy

### 2004
1. Dear Jeepers - Bob Guy
2. Memories of El Monte - The Penguins
3. How's Your Bird? - Baby Ray & The Ferns
4. World's Greatest Sinner - Baby Ray & The Ferns
5. Everytime I See You - The Heartbreakers
6. Cradle Rock - The Heartbreakers
7. Slow Bird - Paul Buff
8. Blind Man's Buff - Paul Buff
9. Tijuana Surf - The Hollywood Persuaders
10. Grunion Run - The Hollywood Persuaders
11. Mr. Clean - Mr. Clean
12. Jessie Lee - Mr. Clean
13. Cathy My Angel - The Pauls
14. 'Til September - The Pauls
15. Heavies - The Rotations
16. The Cruncher - The Rotations
17. Letter From Jeepers - Bob Guy